# Anna Surinyach Garcia
Anna Surinyach Garcia (Barcelona, 1985) és una fotoperiodista especialista en migracions i drets humans i editora gràfica de la Revista 5W. També és professora universitària.
En un primer moment volia estudiar medicina, com havien fet els seus pares, però finalment va estudiar periodisme a la Universitat Autònoma de Barcelona i posteriorment fotografia perquè volia "fer fotografia per explicar el món". Va començar la seva trajectòria professional durant sis anys a Metges Sense Fronteres, coneixent i documentant els moviments de persones derivats de conflictes com els de Síria, Iemen, la República Centreafricana i el Congo, entre d'altres. En aquesta etapa va conèixer i va estar influenciada pel fotògraf Juan Carlos Tomasi.
Els seus treballs estan relacionats amb l'arribada de refugiats que travessen el Mediterrani, que ha cobert a Grècia, Itàlia i Espanya, tant en les costes com en el seu seguiment dels moviments posteriors d'aquests immigrants que acaben d'arribar a Europa. Sense deixar la fotografia va ser una de les fundadores de la Revista 5W i hi treballa com a editora gràfica. També és professora de periodisme a la Universitat Internacional de Catalunya. Ha coordinat projectes com Tierra sin ellas, que va guanyar el premi Desalambre 2019, i Éxodos, amb Metges Sense Fronteres. Ha realitzat dos curts documentals: Misbah amb Revista 5W i #Boza amb l'artista visual Severine Sajous. Les seves imatges s'han exposat en ciutats com Buenos Aires, Montevideo, San Francisco, París, Barcelona i Madrid.

## Premis
- 2017. Premis Enfoque de fotoperiodisme[13]

## Exposicions
- 2016. Seguir amb vida, Cercle de Belles Arts de Madrid[14]
- 2018. Elles també, Vitòria-Gasteiz[15]